# Лудмурт
Лудму́рт (удм. Луговик, Полевик) — в удмуртской мифологии существо, отвечающее за луга и поля.
Лудмурт представлялся в виде маленького человечка, ростом не выше ребёнка, одетого в белое. Он охранял животных, следил за посевами. Такая двойственность его природы, очевидно, связано с тем, что удм. луд означает как поле, так и луг. В поле он ростом с колос, на лугу — с траву. Лудмурт — один из родичей Нюлэсмурта или состоит в его свите. Лудмурту молились перед первым выгоном скота на пастбище и просили его охранять и защищать скотину от волков и других диких животных. Иногда Лудмурта называли Мушвозьмась (удм. Охраняющий пчёл) — когда начинали вырезать соты (1 августа), ему на пасеке приносили в жертву утку.